# Hypena ovalimacula
Hypena ovalimacula là một loài bướm đêm trong họ Erebidae.